# Pácsony, Vas
Pácsony  este un sat în districtul Vasvár, județul Vas, Ungaria, având o populație de 291 de locuitori (2011). 

## Demografie
Componența etnică a satului Pácsony
     Maghiari (100%)
Componența confesională a satului Pácsony
     Romano-catolici (74,57%)
     Reformați (1,72%)
     Necunoscută (23,71%)
Conform recensământului din 2011, satul Pácsony avea 291 de locuitori. Din punct de vedere etnic, majoritatea locuitorilor (100,0%) erau maghiari.  Din punct de vedere confesional, majoritatea locuitorilor (74,57%) erau romano-catolici, cu o minoritate de reformați (1,72%). Pentru 23,71% din locuitori nu este cunoscută apartenența confesională.